# Hanna Alström
Hanna Alström est une actrice suédoise née le 5 mars 1981 à Stockholm.

## Biographie
Hanna Carolina Alström est née le 5 mars 1981 à Stockholm. Hanna a passé son enfance à Stockholm où elle a terminé ses études de premier cycle. Hanna fait ses premiers pas sur les planches à l’âge de cinq ans au Young Theatre aux côtés de sa sœur aînée, Sara. À l’âge de six ans, elle joue dans la pièce Gränsland au Gröna Lund et au Puckeatern Theatre. 
Mais c'est au lycée Sankt Erik qu'elle s'initie réellement au théâtre. Peu de temps après avoir obtenu son diplôme, elle part étudier le théâtre à l’Académie nationale suédoise de mime et d’acteur. Là-bas, Hanna participe à divers projets théâtraux organisés par l’école. Puis, elle participe à plusieurs productions théâtrales avec une troupe de théâtre professionnelle. Elle fait notamment plusieurs apparitions au Royal Dramatic Theatre avant de tenter sa chance au cinéma. 
Hanna Alström a fait sa première apparition sur grand écran en 1988 lorsqu’elle a joué le rôle de Berit dans le court métrage Gull-Pian. Elle est ensuite apparue dans la série télévisée suédoise Bert en 1994 ainsi que dans Reported Missing et Bert: The Last Virgin en 1995. Mais sa carrière décolle internationalement lorsqu’elle est choisie pour interpréter le rôle de la princesse Tilde dans la franchise Kingsman.

## Filmographie

### Cinéma
- 1995 : Bert - Den siste oskulden
- 1999 : Sherdil : Veronika
- 2006 : Min frus förste älskare : Elle
- 2008 : Kärlek 3000 : Hanna
- 2009 : Knäcka : Sjuksköterska
- 2011 : En gång i Phuket : Josefine
- 2011 : Två herrars tjänare : Clarice
- 2012 : Den röda vargen : Sophia Grenborg
- 2012 : Livstid : Sophia Grenborg
- 2012 : En plats i solen : Sophia Grenborg
- 2013 : Bäst före : Tina
- 2013 : Mig äger ingen : Gertrud
- 2014 : Tillbaka till Bromma : Henrietta
- 2014 : Kingsman : Services secrets : Princesse Tilde
- 2016 : Sami Blood : Lärarinnan
- 2017 : Kingsman : Le Cercle d'or : Princesse Tilde

### Télévision
- 1994 : Bert (7 épisodes)
- 1995 : Anmäld försvunnen : Lena Ryd (1 épisode)
- 1996 : Skuggornas hus : Betty (3 épisodes)
- 1996 : I nöd och lust... : Annika (1 épisode)
- 1998 : Aspiranterna : Carita (1 épisode)
- 1998 : Längtans blåa blomma : Carolina Ekencrona (4 épisodes)
- 1998-1999 : Vita lögner : Magdalena Gren (16 épisodes)
- 1998-2000 : Skärgårdsdoktorn : Siri Terselius (3 épisodes)
- 2000 : Barnen på Luna : Rebecka (1 épisode)
- 2002 : Nya tider : Emilie (2 épisodes)
- 2002 : Cleo : Anja (3 épisodes)
- 2007 : En spricka i kristallen : Louise
- 2008 : Livet i Fagervik : Ebba (2 épisodes)
- 2009 : Blomstertid : Henrietta (5 épisodes)
- 2011 : Stockholm-Båstad : Hanna (3 épisodes)
- 2013 : Farliga drömmar : Cecilia Hallman
- 2013-2014 : Real Humans : 100 % humain : Petra (4 épisodes)
- 2014 : Joy : Mamma Freja
- 2014 : Welcome to Sweden : Anna (1 épisode)
- 2015 : Crossing Lines : Freja Jensen (1 épisode)
- 2020 : The Machinery : Josefin Hultén (8 épisodes)
- 2022 : Saison 5 de The Crown : Heini Wathen (2 épisodes)